# Freakshow (show)

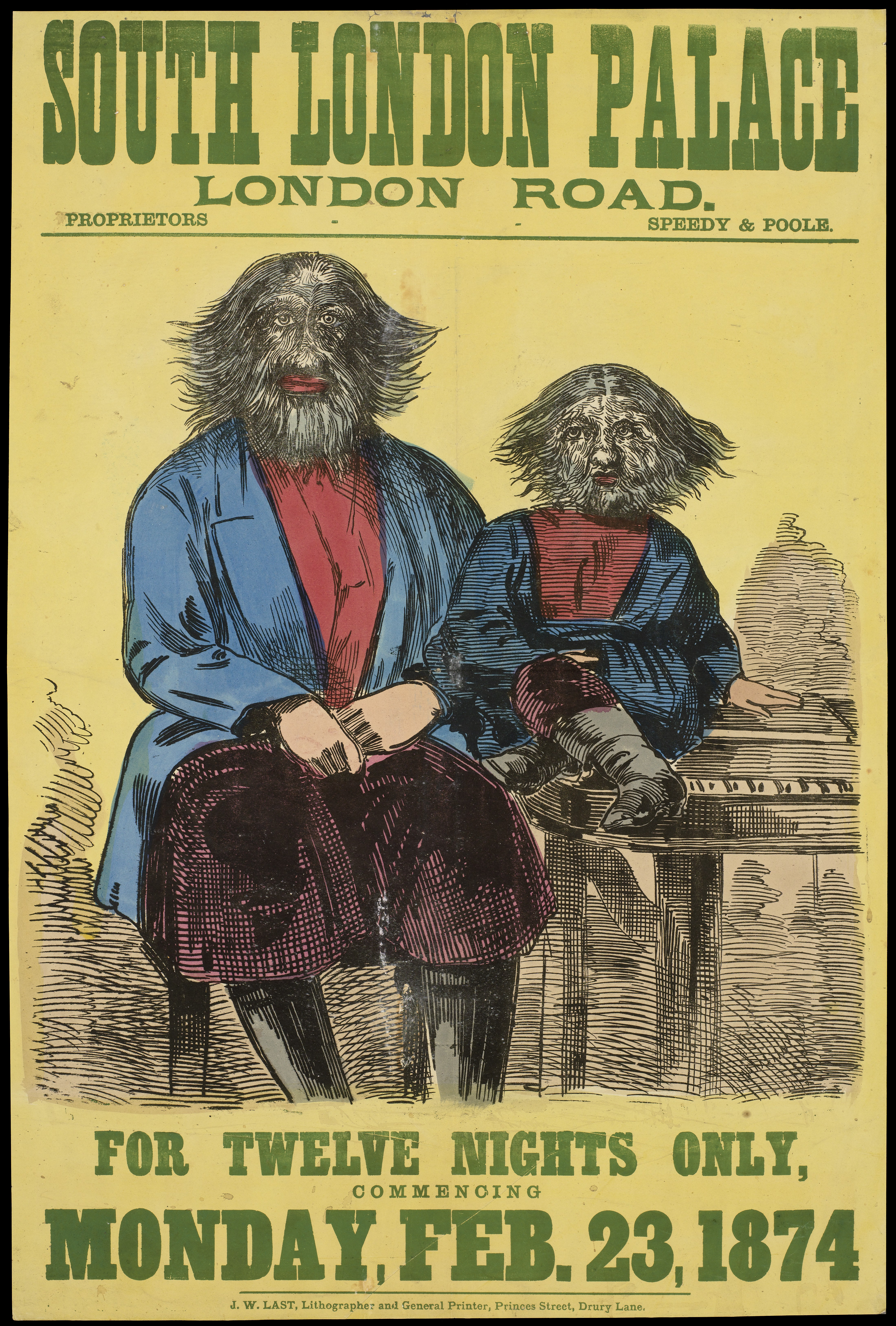
Aankondigingsposter van een show

Een freakshow (rariteitenshow) is een voorstelling of tentoonstelling van mensen en dieren met abnormale fysieke kenmerken. Voornamelijk gaat het om mensen met een vermeende of echte fysieke handicap, interseksuele kenmerken of lichamelijke kunsten waarvan verwacht wordt dat ze het publiek zullen imponeren of choqueren.

## Geschiedenis

Een freakshow in Rutland, Vermont in 1941.

Freakshows werden populair in Europa en de VS in de 18de eeuw en kwamen tot bloei in de 19de en eerste helft van de 20ste eeuw. Ze vonden destijds vaak plaats op circussen en kermissen. Voor de ogen van een nieuwsgierig publiek toonden zich allerlei bijzondere personen. Meestal ging het om mensen met een talent dat slechts weinigen hen konden nadoen (degenslikkers, vuurspuwers) of een zeldzame handicap of ziekte. Behalve mensen werden er ook dieren met lichamelijke afwijkingen getoond (koeien met twee hoofden, varkens met één oog en geiten met vier hoorns) of wezens die op sterk water waren gezet. Alhoewel de organisatoren van de shows het tegendeel beweerden waren niet alle personen en zaken die ze vertoonden echt. Sommige zaken waren een pure hoax, zoals het zogenaamde "fossiele skelet van een zeemeermin" dat jarenlang op succesvolle wijze werd tentoongesteld.
Tijdens de jaren 1960 en 1970 werd er steeds meer kritiek geleverd op shows als een vorm van entertainment. Veel aandoeningen die eeuwenlang mysterieus waren bevonden konden nu wetenschappelijk verklaard worden als genetische mutaties of zeldzame ziektes. De "freakartiesten" werden niet langer griezelig of afstotelijk bevonden, maar kregen nu sympathie en werden als volwaardige personen beschouwd.

## Mensen die tijdens een rariteitenshow werden tentoongesteld
- Mensen die aan gigantisme of acromegalie lijden, de zogenaamde "reuzen"
- Mensen die aan achondroplasie lijden, de zogenaamde "dwergen"
- Mensen met misvormde of ontbrekende ledematen
- Mensen met zeldzame ziektes die hun lichaam drastisch vervormden
- Mensen met microcefalie, de zogenaamde "pinheads"
- Mensen met hypertrichose, de zogenaamde "wolfmensen"
- Buitengewoon sterke mannen die aan gewichthefferij of worstelen deden
- Vrouwen met baardgroei
- Graatmagere mensen
- Mensen met enorm overgewicht
- Interseksuelen
- Siamese tweelingen
- Mensen die aan zelfmutilatie of zelfpijniging doen, zonder hierbij pijn te voelen (bijvoorbeeld door een spijker in hun neus te slaan, een kanonskogel met hun buik opvangen,...)
- Mensen met veel tatoeages
- Degenslikkers
- Vuurspuwers
- Uitbaters van een vlooiencircus

## Heden
Het entertainmentgehalte van de traditionele "freakshow" wordt tegenwoordig voortgezet in diverse programma's zoals de Britse tv-show "Extraordinary People" of "Bodyshock". Om beschuldigingen van sensatiezucht in te dijken worden de personen die worden vertoond vaak voorgesteld als "heldhaftig" en spendeert men veel aandacht aan hun persoonlijke leven. Men kijkt hierbij naar hun familie en kennissen en hoe ze met hun handicaps omgaan. Desondanks krijgen deze tv-programma's nog steeds heel wat kritiek te verwerken.